# Ervin Lamçe
Ervin Lamçe (Tirana, 11 settembre 1972) è un allenatore di calcio ed ex calciatore albanese, di ruolo centrocampista, osservatore dell'Amburgo.

## Carriera

### Nazionale
Ha collezionato 3 presenze con la Nazionale albanese.